# ITI Corporation
ITI Corporation ( /aɪtiːaɪ ˌkɔːr.pəˈreɪ.ʃən/ )  – holding medialno-rozrywkowy działający w latach 1984–2018. Dawny właściciel stacji telewizyjnej TVN.

## Historia

Dawne logo ITI Home Video wykorzystywane na kasetach VHS z filmami rozprowadzanymi przez tego dystrybutora

ITI zostało założone w 1984 jako Przedsiębiorstwo Zagraniczne ITI (International Trading and Investment) z siedzibą w Zurychu przez Jana Wejcherta i Mariusza Waltera. Firma otrzymała koncesję od ówczesnych władz PRL na import sprzętu elektronicznego marki Hitachi oraz produkcję własną oraz dystrybucję filmów na kasetach video w Polsce. W ramach pierwszej działalności podpisano umowy z aktorami i teatrami na rejestracje spektakli. Pierwszą wydaną kasetą był „Kabaret Jana Pietrzaka”. W ramach drugiej działalności zajmowali się produkcją filmów o Polsce prezentując w nich polską kulturę i obyczaje m.in. filmy o obiektach z listy UNESCO, kuchni polskiej, muzeach, orkiestrach. Produkowano je na zlecenie Ministerstwa Spraw Zagranicznych i przeznaczone były dla zagranicznego widza. Można było je nabyć w polskich ambasadach, konsulatach i ośrodkach kulturalnych. Wkrótce rozpoczęto także produkcje podobnych kaset promocyjnych na zlecenie polskich biur podróży. Kolejną działalnością było tworzenie reklam i filmów instruktażowych, które były zamawiane głównie przez przedsiębiorstwa handlu zagranicznego i zakłady przemysłowe. Wiosną 1986 roku uzyskali prawa do dystrybucji kaset z programami telewizyjnymi co pozwoliło na wydawanie we współpracy z państwową telewizją seriali dla dzieci, młodzieży oraz dorosłych m.in. „Szaleństwa panny Ewy”, „Dziewczyna i chłopak”, „Kasztelanka”, „Kariera Nikodema Dyzmy”, „Strachy”. W planach było także wydawanie co miesiąc kaset dla Polonii pt. „Weekend z Polską”.  W 1985 roku, ITI wkroczył na rynek spożywczy udostępniając chipsy „Lilly Chips” i polepszacz do pieczywa „Jan Piekarz”. Pierwotnie wydana koncesja na zajęcia związane z filmami została wkrótce cofnięta, tłumacząc to walką z wpływami międzynarodowymi. W 1987 roku wprowadzono nową ustawę o kinematografii, zezwalającą na dystrybucję wideo w obszarze pozapaństwowym i ITI dostało znowu licencje. Towary były rozprowadzane w sieci sklepów Baltona a kasety można było wypożyczać w Okręgowym Instytucie Rozpowszechniania Filmów (OIRF). Część kaset była wydawana przez założone wiele lat wcześniej przez Jan Wejcherta, przedsiębiorstwo Contal International z siedzibą w Irlandii
W 1987 roku pojawił się pomysł dystrybucji kaset zagranicznych producentów i na początku 1988 roku rozpoczęto rozprowadzanie kaset od Warner Bros. pod marką ITI Home Video z czego pierwszym filmem wydanym legalnie był Łowca androidów. Do początku 1990 roku, wypuszczono w sumie 350 kaset zagranicznych (od m.in. Warner, Columbia Pictures, Thames, Sunbow) i własnych. Wtedy poszerzono także ofertę o filmy przedsiębiorstw CIC, „Film Polski” i Walt Disney. Działalność została także rozszerzona o dystrybucję kinową za sprawą ITI Cinema. W grudniu 1991 roku wydano na VHS tysięczny film, którym był Uznany za niewinnego. W połowie 1992 roku, ITI podpisał umowę z United International Picutres stając się dystrybutorem wytwórni Universal Pictures, Paramount Pictures, Metro Goldwyn Mayer i United Artists. W 1991 roku utworzono własną sieć markowych sklepów o nazwie ITI Neovision, która na początku swojego istnienia posiadała placówki w 16 miastach oraz zajmowała się sprzedażą kaset wideo wymienionych wcześniej producentów, sprzętu marki Hitachi i Gelhard. Wiosną 1992 roku ofertę poszerzono o konsole i gry marki Sega a 1 lipca rozpoczęto sprzedaż kaset od 11 najbardziej liczących się polskich dystrybutorów m.in. Imperial, NVC, VIM, Silesia. Przedsiębiorstwo posiadało własny klub członkowski oraz kwartalnik ITI Neovision News. W tym czasie, ITI osiągało również sukcesy w innych branżach. Na przełomie lat 1990 i 1991 utworzyli joint venture z agencją reklamową McCann Erickson oraz spółką spożywczą Knabber-Gebaeck. Do ITI Corporation dołączył nowy prezes - Bruno Valsangiacomo.
Koniec 1992 roku był problematyczny dla przedsiębiorstwa. Z kontraktu wycofał się Walt Disney, który rozpoczął współpracę z konkurencyjnym Syrena Entertainment Group a Warner Bros nie przedłużył kontraktu i zaczął wraz z dystrybutorem Solopan tworzyć własne przedstawicielstwo w Polsce. Dzięki współpracy z innymi producentami wchodzącymi w skład United International Pictures, ITI osiągnęło w 1993 roku sukces komercyjny w wyświetlaniu filmów w kinach, coraz bardziej odchodząc od nazwy ITI Home Video na rzecz ITI Cinema. W związku z wprowadzeniem niekorzystnych zmian w opłatach celnych, ITI Neovision wycofał się po 1993 roku ze sprzedaży sprzętu elektronicznego. Lata 1995-2002 to dla Grupy ITI czas koncentracji w branży medialnej. W 1997 roku utworzono komercyjną stację TVN a ITI posiadała 66% udziałów, natomiast ITI Neovision utworzyła wraz z Endemol wspólne przedsięwzięcie pod nazwą Endemol-Neovision, w celu produkcji programów rozrywkowych. W 1998 roku wraz z UCI utworzono pierwszy w Polsce multipleks o nazwie Multikino, natomiast w latach 1999-2000 sprzedano pozostałe udziały z branży spożywczej i reklamowej.
Od 1 stycznia 2013 Mariusz Walter piastował stanowisko Honorowego Prezydenta Grupy ITI. Prezydentem był Bruno Valsangiacomo, a wiceprezydentami byli: Aldona Wejchert i Piotr Walter. Prezesem i Dyrektorem Generalnym Grupy ITI nieprzerwanie od 2005 roku był Wojciech Kostrzewa.
2 lipca 2015 Grupa ITI i Grupa Canal+ sprzedały większościowy udział 52,7% w TVN S.A. za 584 mln euro amerykańskiemu koncernowi medialnemu Scripps Networks Interactive. 28 września koncern kupił wszystkie pozostałe akcje, zostając tym samym właścicielem pełnych 100 procent akcji TVN.
W 2018 roku, niedługo przed wykreśleniem spółki ITI Corporation sp. z o.o. z rejestru przedsiębiorców, 24 października rozpoczęła się likwidacja spółki dominującej grupy, ITI Holdings S.A. Luxembourg, zakończona 4 stycznia 2019 roku.

## Struktura grupy
U szczytu rozwoju Grupa ITI była właścicielem lub współwłaścicielem następujących podmiotów prawnych i marek:
- ITI Cinema – dystrybucja filmów do kin oraz na nośniki fizyczne pod marką ITI Home Video
- ITI Film Studio
  - ITI Impresariat – wytwórnia płytowa, organizacja imprez okolicznościowych
- ITI Neovision – operator platformy satelitarnej Canal+, dawniej sieć markowych sklepów
  - Endemol-Neovision – produkcja programów telewizyjnych
- Grupa TVN
  - Telewizja TVN
  - Telewizja TTV i jej nadawca, spółka Stavka
  - Portal Onet i Wydawnictwo Pascal odkupione od Optimusa
  - Mango-Media – właściciel telezakupów Mango
- Multikino (w tym Silver Screen) – sieć multipleksów
- Legia Warszawa